# Дайко, Айди
А́йди Да́йко (алб. Ajdi Dajko; род. 28 октября 2002, Корча) — албанский футболист, защитник клуба ЛНЗ.

## Клубная карьера
Воспитанник ПАОКа. В начале июля 2020 года перешёл в «Астерас». В начале августа следующего года переведён в первую команду. 19 марта 2022 года впервые попал в заявку первой команды, на победный (2:0) выездной поединок 1-го тура раунда выбывания Суперлиги против «Волоса». Айди просидел все 90 минут на скамейке запасных. Весной 2022 года дважды попадал в заявку на матчи Суперлиги.
В середине августа 2022 года свободным агентом перебрался в резервную команду АЕКа. Дебютировал за вторую команду столичного клуба 20 ноября 2022 года в ничейном (2:2) выездном поединке 3-го тура Суперлиги 2 против «Эгалео». Дайко вышел на поле в стартовом составе и отыграл весь матч. Первым голом во взрослом футболе отличился 12 декабря 2022 года на 67-й минуте победного (3:0) домашнего поединка 6-го тура Суперлиги 2 против «Проодефтики». Айди вышел на поле в стартовом составе и отыграл весь матч. В сезоне 2022/23 сыграл 16 матчей (1 гол) за АЕК в Суперлиге 2, еще 5 раз попадал в заявку первой команды АЕКа, но ни в одном из них на поле не выходил.
19 августа 2023 года свободным агентом перешёл в «Лачи». Дебютировал за новую команду 27 августа 2023 года в ничейном (3:3) домашнем поединке 1-го тура албанской Суперлиги против «Эрзени» (Шияк). Дайко вышел на поле в стартовом составе и отыграл весь матч. В сезоне 2023/24 сыграл 33 матча (с учетом плей-офф) в албанской Суперлиге, еще 3 поединка провёл в кубке Албании.
13 июля 2024 года на своем официальном сайте ЛНЗ объявил, что албанец подписал с клубом контракт.

## Карьера в сборной
В апреле 2018 года вызывался на 3 товарищеских матча юношеской сборной Албании (U-16), но ни в одном из них на поле не появлялся.
На международном уровне дебютировал за юношескую сборную Албании (U-17) 27 июня 2018 года в проигранном (0:1) домашнем товарищеском поединке против сверстников из Боснии. Айди вышел на поле на 70-й минуте вместо Юрия Доко. В конце июня 2018 года сыграл в двух товарищеских матчах за команду U-17, в обоих случаях — против Боснии и Герцеговины.
В футболке молодёжной сборной Албании дебютировал 8 сентября 2023 в победном (2:1) выездном поединке квалификации молодежного чемпионата Европы против Армении. Дайко вышел на поле в стартовом составе и отыграл весь матч.